# 錢俊民 (弘治進士)
錢俊民（1476年—？），字用章，騰驤左衛籍，浙江慈溪县人，明朝政治人物。

## 生平
弘治十一年（1498年）戊午科順天府鄉試第十名舉人。弘治十二年（1499年）聯捷己未科會試第二百九十三名，三甲第二十六名進士。授山東兖州府東平州壽張縣知縣，歷官南京刑部郎中，正德五年（1510年）四月升山西按察司佥事，十二年正月考察闲住。

## 家族
曾祖錢安；祖錢继宗；父錢婣。母张氏。具庆下。